# لي زويبينغ
لي زويبينغ (بالصينية: 李学鹏) (18 سبتمبر 1988 بداليان في الصين - ) هو لاعب كرة قدم صيني في مركز الدفاع. شارك مع منتخب الصين لكرة القدم. أما مع النوادي، فقد لعب مع داليان ييفانغ وغوانغجو إفرغراند تاوباو ونادي داليان شيده ونادي سيتيزن.

## وصلات خارجية
- لي زويبينغ على موقع الاتحاد الدولي (مؤرشف)  (الإنجليزية)
- لي زويبينغ على موقع قاعدة بيانات كرة القدم.إي يو (الإنجليزية)
- لي زويبينغ على موقع ناشيونال فوتبول تيمز (الإنجليزية)
- لي زويبينغ على موقع Soccerway.com (الإنجليزية)